# Католицька церква в Перу
Като́лицька це́рква в Перу́ — найбільша християнська конфесія Перу. Складова всесвітньої Католицької церкви, яку очолює на Землі римський папа. Керується конференцією єпископів. Станом на 2004 рік у країні нараховувалося близько 28 160 000 католиків (87,78% від усього населення). Існувало 45 діоцезій, які об'єднували 1421 церковних парафій.  Кількість  священиків — 2769 (з них представники секулярного духовенства — 1502, члени чернечих організацій — 1267), постійних дияконів — 57, монахів — 2569, монахинь — 5589.

## Статистика
Згідно з «Annuario Pontificio» і Catholic-Hierarchy.org:
| Рік | Населення | Населення | Населення | Священики | Священики | Священики | Священики           | Диякони | Ченці    | Ченці | Парафії |
| Рік | католики  | загалом   | %         | загалом   | секулярні | ченці     | вірних на священика | Диякони | чоловіки | жінки | Парафії |
| --- | --------- | --------- | --------- | --------- | --------- | --------- | ------------------- | ------- | -------- | ----- | ------- |

## Діоцезії
Шаблон:Католицька церква в Перу

## Святі
- Свята Роза з Ліми
- Мартин де Поррес